# Portapapeles

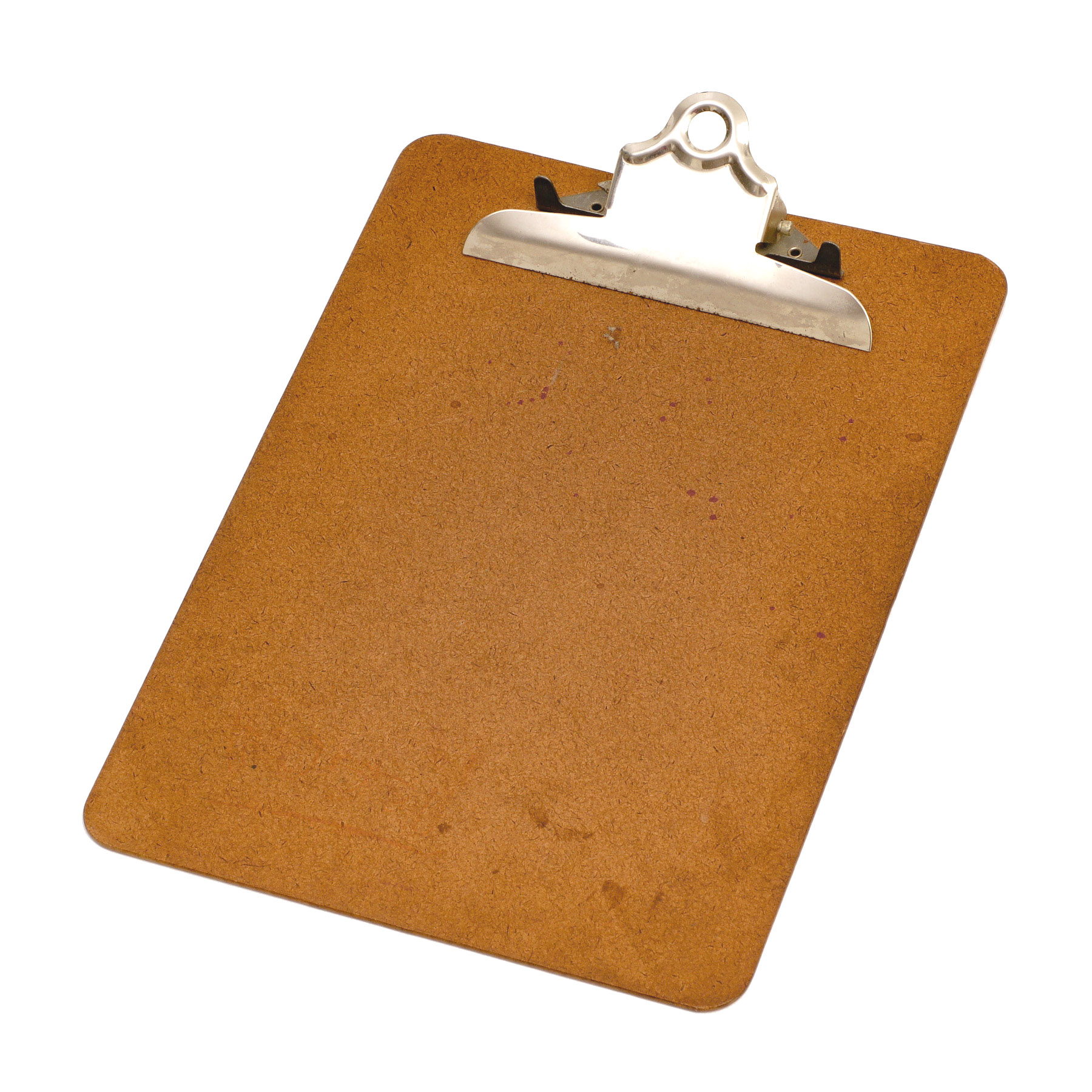
Un portapapeles de madera

Un portapapeles es una tabla delgada y rígida con un clip en la parte superior para sostener papeles. Un portapapeles se utiliza generalmente para sostener la tabla con una mano mientras se escribe con la otra, sobre todo cuando no hay otras superficies para escribir disponibles. Las primeras formas se patentaron en 1870-1871 y se denominaron clips para tablas. Otra versión temprana del portapapeles, conocida como «archivo de memorando», fue inventada por el inventor estadounidense George Henry Hohnsbeen en 1921, por el que obtuvo la Patente USPTO n.º 1398591. En relación con el portapapeles existe el Shannon Arch File, que se desarrolló alrededor de 1877.

## Variaciones
Los portapapeles pueden ser construidos con una variedad de materiales, incluidos, entre otros, tableros duros, aluminio, PVC, polipropileno, poliestireno de alto impacto y Foamex. Los portapapeles vienen por lo general en dos presentaciones diferentes: simples o plegables. Los portapapeles simples son los más tradicionales y consisten en una sola pieza de material rígido y un mecanismo de fijación en la parte superior. Los portapapeles plegables generalmente se construyen a partir de una sola pieza de PVC flexible compuesta por dos secciones rígidas. Una bisagra plegable conecta ambas secciones para permitir que el frente se pliegue sobre el contenido para brindar protección y, a menudo, para permitir algún tipo de impresión promocional o instrucciones. Los portapapeles plegables también brindan beneficios adicionales debido al espacio adicional disponible, lo que permite la incorporación de portalápices y bolsillos para almacenamiento. La llegada de los microprocesadores y la era de Internet dio lugar a variantes de alta tecnología del portapapeles tradicional, siendo la primera la terminal de investigación de mercado Ferranti (Ferranti MRT), que conservaba un clip para sostener hojas de papel A4 (pareciendo un portapapeles grande), pero registrando respuestas a preguntas en su memoria electrónica.

### Portapapeles de almacenamiento

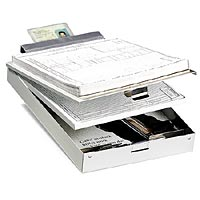
Un portapapeles de almacenamiento

Los portapapeles de almacenamiento contienen uno o más compartimentos diseñados para el papeleo, tanto para facilitar el transporte de papeles como para protegerlos. También pueden incluir uno o varios compartimentos para útiles de escritura. Algunas versiones cuentan con un panel con bisagras para deslizarse entre las partes de un formulario multiparte de dos caras.

### Portapapeles blindados
En algunos casos, policías han recibido portapapeles blindados.

### NFL
En la Liga Nacional de Fútbol Americano, los jugadores de respaldo, particularmente el mariscal de campo, son vistos en la línea de banda con un portapapeles. Los analistas de fútbol a menudo utilizan la expresión «llevando un portapapeles» como objeto de burla, dando a entender que dicho jugador no es lo suficientemente bueno para jugar en el campo. 

### Investigaciones de mercado
Algunas personas habrán encontrado a alguien en un centro comercial, utilizando un portapapeles para registrar las opiniones de transeúntes sobre aspectos de la vida que van desde los productos hasta la política. A esto se le llama investigación de mercado, incluye encuestas de opinión e investigación social y proporciona un mecanismo formal para recopilar información sobre personas u organizaciones para apoyar la toma de decisiones o políticas. Dicha información es un factor crítico para que las empresas mantengan su competitividad y que los gobiernos brinden los servicios que la gente necesita.